# Bitterseen
Die Bitterseen sind ein langgestrecktes, mit Salzwasser gefülltes Seebecken in Ägypten. Sie liegen auf dem Isthmus von Sues zwischen dem nördlichen und dem südlichen Teil des Sueskanals, zwischen den Ortschaften Ismailia und asch-Schaluf, bei Kilometer 95 bis Kilometer 156.

## Geographie
Dieses Seebecken besteht aus dem Großen Bittersee (arabisch البحيرة المرة الكبرى, DMG al-Buḥaira al-Murra al-Kubrā) und dem sich daran im Südosten anschließenden Kleinen Bittersee (البحيرة المرة الصغرى, DMG al-Buḥaira al-Murra aṣ-Ṣuġrā), welche durch eine 500–1000 m weite Verengung miteinander verbunden sind und jeweils am Ein- und Austritt mit Leuchttürmen versehen sind. Zusammen haben die Seen eine Oberfläche von etwa 220 bis 250 km². Der Große Bittersee misst von Nordwesten nach Südosten mehr als 30 km und geht nach einer mehr als 6 km langen, nach Osten führenden Strecke in den Kleinen Bittersee über, der in Nord-Süd-Richtung ungefähr 8 km lang ist. Am südlichen Ende bildet der Große Bittersee eine ausgeprägte, ungefähr 5 km durchmessende und durch einige Inseln abgeteilte Bucht. Beide Seen sind ringsum von Wüsten umgeben, am westlichen und südwestlichen Ufer wird etwas Landwirtschaft betrieben. Bei asch-Schaluf, am Südende der Bitterseen, machen sich bereits Ebbe und Flut des Roten Meers bemerkbar, das bei Kilometer 156 erreicht wird. Vor den eigentlichen Bitterseen über 30 km im Norden gibt es noch einen kleineren See bei der Ortschaft Ismailia namens Timsahsee, der von den Schiffen ebenso als Ausweiche genutzt wird wie die größeren Seen.
Die Bitterseen waren früher mit dem Roten Meer verbunden und wurden erst durch die Anhebung einer Strecke nördlich von Sues von ihm getrennt. Dann trockneten sie bis auf 10 m unter dem Niveau des Roten Meeres aus. Durch die Schaffung des Sueskanals wurden die Bitterseen wieder auf ihr altes Niveau gebracht. Da der Kanal keine Schleusen hat, fließt das Meerwasser sowohl vom Mittelmeer als auch vom Roten Meer in das Seebecken und ersetzt so durch Verdunstung verlorenes Wasser. Die Seen fungieren auch als Niveau-Ausgleich für den Kanal, indem sie Gezeiten-Strömungen ausgleichen.

## Geschichte

Der Bubastis-Kanal führte zu den Bitterseen. Verlauf des Pharaonenkanals zur Zeit Pharao Sesostris III. (1878–1839 v. Chr.) mit vermuteter Verbindung zum Roten Meer.

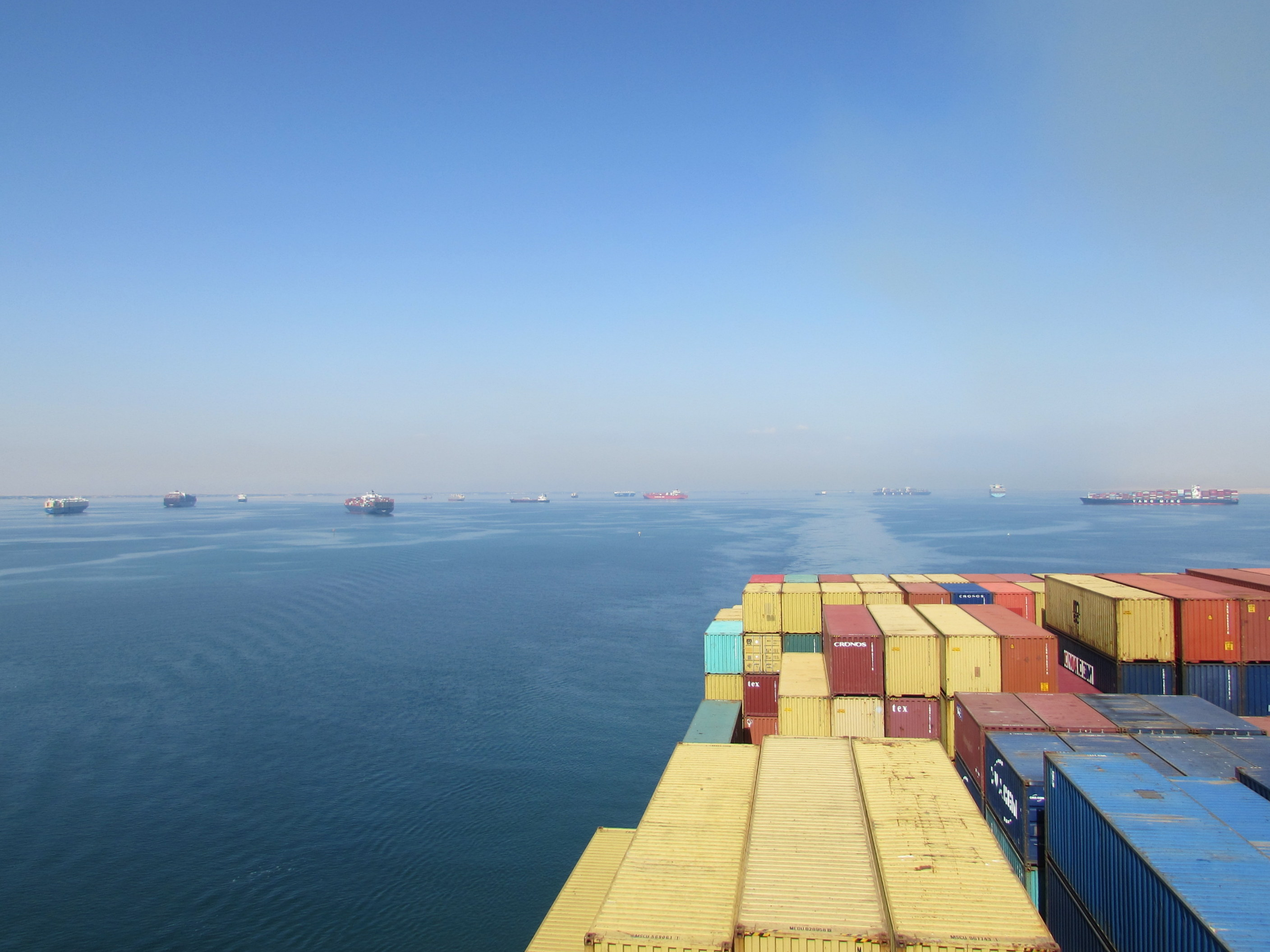
Den Suezkanal von Süden durchfahrende Schiffe warten im Großen Bittersee, während südfahrende Schiffe passieren

In römischer Zeit wurde der Wasserweg nach Indien und zur oströmischen Provinz Arabia Petraea dadurch erleichtert, dass man unter Kaiser Trajan um 100 n. Chr. die Arbeiten am Bubastis-Kanal wieder aufnahm bzw. ein neuer Verbindungskanal, der vom heutigen Kairo (Babylon) über Bilbeis zum alten Bubastis-Kanal führte, hergestellt wurde. Trajan zu Ehren wird er als Amnis Trajanus bzw. Amnis Augustus bezeichnet. Gegenüber der ptolemäischen Stadt Arsinoë ließ Trajan den befestigten Hafen Klysma (Cleopatris, später Kolzum) anlegen. Durch diese Instandsetzung des von Pharao Necho II. begonnenen und von Darius I. vollendeten 84 km langen Bubastis-Kanal zwischen Nil und Rotem Meer schuf man eine durchgehende Wasserverbindung von Rom zu bestimmten indischen Hafenstädten. Der römische Handel mit Indien stützte sich auf den Hafen von Myos Hormos, das neben Berenike (Baranis) schon im Ptolemäerreich Ausgangspunkt von Handelsexpeditionen gewesen war. Mit dem trajanischen Kanal wurde eine direkte Schiffsverbindung zur oströmischen Provinz Arabia Petraea geschaffen, was den Warentransport vereinfachte. Der trajanische Kanal wurde auch unter Kaiser Hadrian (117 bis 138 n. Chr.) aufrechterhalten und genutzt. Zum Zeitpunkt des Todes Kaiser Trajans 117 n. Chr. beherrschte Rom alle Häfen des Roten Meeres und des Persischen Golfes. Der Handelsverkehr von Ägypten nach Süden und Osten hatte seinen Höhepunkt erreicht.
Im Jahr 1870 wurde die Tiefe des Großen Bittersees mit 22–29 Fuß angegeben, die des kleinen Bittersees mit 26 Fuß. Gemessen wurde in der Fahrrinne, die wohl die größte Tiefe aufwies.
Während des Zweiten Weltkriegs wurden gemäß dem von den Alliierten vereinbarten Waffenstillstand mit Italien (siehe Waffenstillstand von Cassibile) vom 8. September 1943 die beiden italienischen Schlachtschiffe Italia und Vittorio Veneto samt ihrer Besatzung ab Herbst jenes Jahres bis 1946 im großen Bittersee interniert.
In der Gegend um die Bitterseen wurden in einigen Lagern deutsche Kriegsgefangene teilweise bis 1948 gefangen gehalten.
Am 14. Februar 1945 traf der amerikanische Präsident Franklin D. Roosevelt, direkt von der Konferenz von Jalta kommend, auf dem Großen Bittersee den saudi-arabischen König Abd al-Aziz ibn Saud. Arrangiert wurde das Treffen an Bord des amerikanischen Kreuzers Quincy durch den amerikanischen Diplomaten William Alfred Eddy, einen Freund des saudi-arabischen Königs.
Nach Ausbruch des Sechstagekriegs im Jahre 1967 stießen israelische Truppen am 8. Juni an das nordwestliche Ufer der Bitterseen vor. Als Folge wurde der Sueskanal von Ägypten geschlossen, dadurch saßen 14 Handelsschiffe in den Bitterseen fest und konnten erst 1975 weiterfahren. Sie wurden wegen des Wüstensandes, der nach kurzer Zeit ihre Decks bedeckte, als Gelbe Flotte bekannt. Unter ihnen waren auch zwei deutsche Schiffe, die Münsterland und die Nordwind. In den Jahren der Blockade gaben die Schiffsbesatzungen Briefmarken heraus, welche von der ägyptischen Post akzeptiert wurden. Unter Sammlern sind sie heute sehr begehrt.